# Stanisław Bielecki
Stanisław Bielecki (sinh ngày 9 tháng 11 năm 1946 tại Sandomierz) là nhà hóa học Ba Lan. Ông chuyên nghiên cứu về hóa sinh kỹ thuật, công nghệ sinh học và enzym học. Năm 2008, ông giữ chức vụ Hiệu trưởng Đại học Công nghệ Lodz.
Năm 1965, Stanisław Bielecki theo học tại Trường Trung cấp Kỹ thuật Chế biến Rau quả. Ông làm việc cho Khoa Khoa học Thực phẩm, và sau đó là Khoa Công nghệ Sinh học và Khoa học Thực phẩm, cả hai đều trực thuộc Đại học Công nghệ Lodz. Năm 1970, ông được trao bằng Thạc sĩ và năm 1978, ông hoàn thành luận án Tiến sĩ. Đề tài luận án của ông mang tên “Sinh tổng hợp và đặc điểm của phức hợp 1,3-beta-glucanases streptomyces sp.1228 lytic và hoạt tính của chúng trong quá trình phân giải enzym ở nấm men” (tên tiếng Anh: Biosynthesis and characteristics of streptomyces sp.1228 lytic complex of 1,3-beta-glucanases and their activity in the yeast zymolysis process). Năm 1999, ông được phong học hàm giáo sư trong lĩnh vực khoa học kỹ thuật.
Stanisław Bielecki bắt đầu hoạt động nghiên cứu khoa học của mình vào năm 1970. Năm 1993, ông được phong học hàm phó giáo sư và năm 2002, ông được phong học hàm giáo sư tại Viện Hóa sinh Kỹ thuật. Năm 1993, Stanisław Bielecki trở thành phó trưởng khoa, và từ năm 1996 – 2002, ông giữ chức trưởng khoa Khoa học Công nghệ Sinh học và Thực phẩm. Từ năm 2002 đến 2008, ông là Phó Hiệu trưởng phụ trách Nghiên cứu và Phát triển. Năm 2008, ông được bổ nhiệm làm Hiệu trưởng Đại học Công nghệ Lodz nhiệm kỳ 4 năm. Năm 2012 ông tiếp tục làm Hiệu trưởng nhiệm kỳ hai. Stanisław Bielecki là tác giả của hơn 180 ấn phẩm khoa học, 4 bằng sáng chế và hơn 20 đơn xin cấp bằng sáng chế. Ông được Tổng thống Ba Lan trao tặng Huân chương Polonia Restituta.